# 父・宮脇俊三への旅
『父・宮脇俊三への旅』（ちち・みやわきしゅんぞうへのたび）は、日本の作家であり、宮脇俊三の長女である宮脇灯子の著作である。2006年にグラフ社から刊行された。
本書は、宮脇灯子が娘という立場から宮脇俊三を書いた本である。

## 作品概要
本書は、紀行作家・宮脇俊三の娘である宮脇灯子が、父俊三についてのエピソードをまとめた伝記である。灯子が生まれた時から俊三の葬儀の様子までが描かれている。
なお、娘である灯子目線で描かれているため、俊三の家での様子がほとんどである。
装丁は柴田淳デザイン室が、装画は霜田あゆ美が手がけている。

## 構成
以下は章である。

### Ⅰ
- ある日、父が「作家」に
- 書斎の光景
- 遊び場がわりのパパの部屋
- 紀行作家は留守がち？
- 時刻表のような妻
- 旅の身支度
- 愛しの“川井玉三郎[注釈 1]”
- 娘たちへの絵葉書
- 旅の便りも作品のよう…
- 父の手土産
- 期待外れの家族旅行
- 想を練るのは布団の中で
- 紀行作家のミステリー小説
- 食事のわがまま
- 真夜中の音
- モーツァルトはひっそりと
- 隣人　北杜夫さん

### Ⅱ
- わが家の放任主義
- 「灯子」ネーミング由来
- 夏の軽井沢風物詩
- 夢中で遊んだ父との日々
- 娘の手料理
- 「うちの娘は、よく働きます」
- 初めて私の一人旅
- “先輩”からのアドバイス
- 娘の原稿を読んで
- 厳しいプロの眼
- 行き場をなくした原稿
- 遅筆の血筋
- 父の勧めで巡りあった本
- 父と私の“江國さん[注釈 2]”
- 父の机まわり

### Ⅲ
- 母と娘の後悔
- 魔法のスープ
- いたわりあう父と母
- 通夜の別れは志ん生で
- お墓参り
- 父とのお別れ
  - 『父とのお別れ』は、『旅』2003年8月号臨時増刊「宮脇俊三の旅」より[3]

### その他
- 私が選んだ父の本
- 父と私の小年表
- あとがき[2]

## 書誌情報
- グラフ社 平成18年12月 ISBN 4-7662-1022-0
- KADOKAWA 角川文庫 2010年2月 ISBN 978-4-04-394338-8